# Ascogaster kyongimae
Ascogaster kyongimae är en stekelart som beskrevs av Sergey A. Belokobylskij och Ku 1998. Ascogaster kyongimae ingår i släktet Ascogaster och familjen bracksteklar. Inga underarter finns listade.